# Rompecorazones (canción)
«Rompecorazones» es el tercer sencillo del tercer disco como solista ("DM") de la cantante y compositora mexicana Dulce María. Fue lanzada el 3 de marzo de 2017. La canción fue compuesta por la propia cantante junto con Mauricio Rengifo, Julio Reyes y Andres Torres y producida por Ettore Grenci.

## Lanzamiento
Rompecorazones fue anunciada por Dulce María como sencillo el 27 de febrero de 2017 a través de su cuenta oficial de Facebook. Fue lanzada el día 3 de marzo en todas las plataformas digitales, una semana antes del lanzamiento del álbum. La música fue compuesta por ella misma junto con Andre Torres, Julio Reys y Mauricio Rengifo (de Cali y Dandee) y alcanzó el top #! en iTunes de cuatro países (Brasil, Chile, Eslovenia y Paraguay) y estuvo en el Top 10 de otros cinco países.

## Presentación en vivo
Durante su pasaje en Brasil durante el DM World Tour la cantante interpretó la canción en programas como: The Noche de SBT y Altas Horas de Red Globo.

## Vídeo musical
El videoclip de Rompecorazones fue dirigido por el director "Francisco Álvarez" y fue grabado durante el show de inicio del DM World Tour el día 24 de marzo en el Teatro Metropolitan de la Ciudad de México (México). Según la cantante el videoclip va a ser muy diferente a todos los videoclip lanzados anteriormente, pues veremos a lo que pasa con Dulce María dentro y fuera de los escenarios.

## Lista de canciones
| N.º  | Título           | Escritor(es)                                              | Productor(es) | Duración |  |
| 1.   | «Rompecorazones» | Dulce Maria; Andrés Torres; Julio Reyes; Mauricio Rengifo | Ettore Grenci | 3:48     |  |
| 3:48 |                  |                                                           |               |          |  |

## Posicionamiento
| Lista                       | Mejor posición |
| --------------------------- | -------------- |
| México (Monitor Latino Pop) | 10             |
| Perú (Monitor Latino)       | 2              |

## Lanzamiento
| País  | Fecha              | Formato                              |
| ----- | ------------------ | ------------------------------------ |
| Mundo | 3 de marzo de 2017 | Radio / Download digital / Streaming |